# Kenny Roberts junior
Kenneth Lee „Kenny“ Roberts junior (* 25. Juli 1973 in Mountain View, Kalifornien) ist ein ehemaliger  US-amerikanischer Motorradrennfahrer.
Er ist der Sohn des dreimaligen 500-cm³-Weltmeisters Kenny Roberts sr. und gewann in der Saison 2000 die 500er-WM. Im Jahr 2017 wurde Kenny Roberts jr. in die MotoGP Hall of Fame aufgenommen.

## Karriere
Kenny Roberts jr. begann seine Karriere in der Motorrad-Weltmeisterschaft im Jahr 1993 in der 250-cm³-Klasse. Dort fuhr er im Marlboro-Yamaha Team seines Vaters. Im Jahre 1997 wechselte er in die 500-cm³-Klasse, ebenfalls mit dem Team Marlboro-Roberts.
1999, als er zum Suzuki-Werksteam kam, stellten sich Siege ein. Roberts jr. wurde mit vier Grand-Prix-Siegen Zweiter in der Weltmeisterschaft hinter dem Honda-Fahrer Àlex Crivillé aus Spanien. Im Jahr 2000 schrieb Kenny Roberts jr. Geschichte, indem er 19 Jahre nach dem letzten Titelgewinn seines Vaters Weltmeister in der 500-cm³-Klasse wurde. Little Kenny war damit der sechste US-amerikanische Weltmeister in der Königsklasse des Motorradrennsports und letzter Weltmeister, bevor die Serie von fünf Titeln in Folge durch Valentino Rossi begann.
Zur Rennsaison 2006 kehrte Roberts jr. nach sechs Jahren bei Suzuki zurück in das neue KR-Team seines Vaters. Mit einer selbst entwickelten Maschine und Honda-Motoren erzielte er einige Achtungserfolge und erreichte zwei dritte Plätze. Mit dem sechsten Endrang erreichte Roberts jr. das bis dahin beste Endresultat (in der Fahrerwertung) für das KR-Team.
Das KR-Team wurde auch 2007 mit Motoren von Honda beliefert, die aufgrund des neuen Reglements nur noch 800 cm³ Hubraum hatten. Die Saison verlief für Kenny jr. und das KR-Team jedoch sehr ernüchternd. An die Erfolge der letzten Saison konnte man nicht mehr anknüpfen. Daher hatte Little Kenny Motivationsprobleme, nahm sich ab dem Grand Prix von Katalonien eine Auszeit und überließ seinen Platz Bruder Kurtis. Nachdem er anfangs eine Rückkehr zu seinem Heim-Grand-Prix angestrebt hatte, bestritt Roberts jr. im weiteren Saisonverlauf keinen WM-Lauf mehr.

## Statistik

### Titel
- 2000 – 500-cm³-Weltmeister auf Suzuki
- 8 Grand-Prix-Siege

### Ehrungen
- Aufnahme in die MotoGP Hall of Fame

### In der Motorrad-Weltmeisterschaft
| Saison | Klasse  | Motorrad | Rennen | Siege | Zweiter | Dritter | Poles | Schn. Runden | Punkte | Ergebnis    |
| ------ | ------- | -------- | ------ | ----- | ------- | ------- | ----- | ------------ | ------ | ----------- |
| 1993   | 250 cm³ | Yamaha   | 1      | —     | —       | —       | —     | —            | 6      | 27.         |
| 1994   | 250 cm³ | Yamaha   | 4      | —     | —       | —       | —     | —            | 23     | 18.         |
| 1995   | 250 cm³ | Yamaha   | 13     | —     | —       | —       | —     | —            | 82     | 8.          |
| 1996   | 500 cm³ | Yamaha   | 13     | —     | —       | —       | —     | —            | 69     | 13.         |
| 1997   | 500 cm³ | Modenas  | 15     | —     | —       | —       | —     | —            | 37     | 16.         |
| 1998   | 500 cm³ | Modenas  | 13     | —     | —       | —       | —     | —            | 59     | 13.         |
| 1999   | 500 cm³ | Suzuki   | 16     | 4     | 2       | 2       | 5     | 5            | 220    | 2.          |
| 2000   | 500 cm³ | Suzuki   | 16     | 4     | 4       | 1       | 4     | 3            | 258    | Weltmeister |
| 2001   | 500 cm³ | Suzuki   | 16     | —     | —       | 1       | —     | —            | 97     | 11.         |
| 2002   | MotoGP  | Suzuki   | 15     | —     | —       | 1       | —     | —            | 99     | 9.          |
| 2003   | MotoGP  | Suzuki   | 13     | —     | —       | —       | —     | —            | 22     | 19.         |
| 2004   | MotoGP  | Suzuki   | 12     | —     | —       | —       | 1     | —            | 37     | 18.         |
| 2005   | MotoGP  | Suzuki   | 14     | —     | 1       | —       | —     | —            | 63     | 13.         |
| 2006   | MotoGP  | KR-Honda | 17     | —     | —       | 2       | —     | 1            | 134    | 6.          |
| 2007   | MotoGP  | KR-Honda | 7      | —     | —       | —       | —     | —            | 4      | 24.         |
| Gesamt | Gesamt  | Gesamt   | 185    | 8     | 7       | 7       | 10    | 9            | 1210   | 1 WM-Titel  |